# Meduzina glava
Meduzina glava (latinsko caput medusae) je pojav razširjenih kožnih ven okrog popka, zlasti pri bolnikih z jetrno cirozo. Poimenovan je po Meduzi, v grški mitologiji pošasti s kačami namesto las in eni izmed treh sester gorgon.

## Vzroki
Meduzina glava je znak povečanega krvnega tlaka v sistemu portalne vene, najpogosteje zaradi jetrne ciroze. Venska kri iz portalne vene se preusmeri v sistem spodnje votle vene preko epigastričnih ven v koži okrog popka, v katerih krvni tlak močno naraste, v skladu s tem pa se vene močno razširijo.